# Gare de Lilleby
La gare de Lilleby  est une gare ferroviaire norvégienne de la ligne de Meråker. située dans la commune de Trondheim dans le comté de Trøndelag. 
C'est une halte voyageurs.

## Situation ferroviaire
La gare de Lilleby est située au point kilométrique (PK) 1,77 de la ligne de Meråker, entre les gares de Nedre Elvehavn/Lademoen et de Leangen.

## Histoire
La halte fut ouverte en 1967 et s'appelait alors Lademoen jusqu'à ce que la halte de Lademoen ne rouvre et reprenne son nom en 2006, date à laquelle Lademoen est devenu Lilleby.

## Service des voyageurs

### Accueil
Halte voyageurs, c'est un point d'arrêt non géré (PANG) à accès libre. Elle est équipée d'un quai avec abri et éclairage.

### Desserte
Lilleby est desservie par la ligne locale (appelée  Trønderbanen) reliant Lerkendal à Steinkjer. 

### Intermodalité
Un parc pour les vélos y est aménagé.